# Institute of Physical Education Udon Thani Stadium
Das Institute of Physical Education Udon Thani Stadium (thailändisch สนามกีฬา สถาบันการพลศึกษา วิทยาเขตอุดรธานี) ist ein Mehrzweckstadion in Udon Thani in der Provinz Udon Thani, Thailand. Es wird derzeit hauptsächlich für Fußballspiele genutzt und war das Heimstadion vom thailändischen Zweitligisten Udon Thani Football Club. Das Stadion hat eine Kapazität von 3500 Personen. Eigentümer und Betreiber der Sportstätte ist das Institute of Physical Education.

## Nutzer des Stadions
| Verein         | Zeitraum der Nutzung |
| -------------- | -------------------- |
| Udon Thani FC  | 1999 bis 2004        |
| Udon Thani FC  | 2009 bis 2015        |
| Udon Thani FC  | 2018                 |
| Udon United FC |                      |